# Artelida cribata
Artelida cribata là một loài bọ cánh cứng trong họ Cerambycidae.